# Synaldis difficilis
Synaldis difficilis är en stekelart som beskrevs av Fischer 1967. Synaldis difficilis ingår i släktet Synaldis och familjen bracksteklar. Inga underarter finns listade i Catalogue of Life.